# يوفون أخضر الحنجرة
يوفون أخضر الحنجرة (الاسم العلمي: Euphonia chalybea) (بالإنجليزية: Green-throated Euphonia)‏ هو نوع من الطيور يتبع جنس اليوفون من فصيلة الشراشير الحقيقية.